# Four Corners

Four Corners, położenie w USA

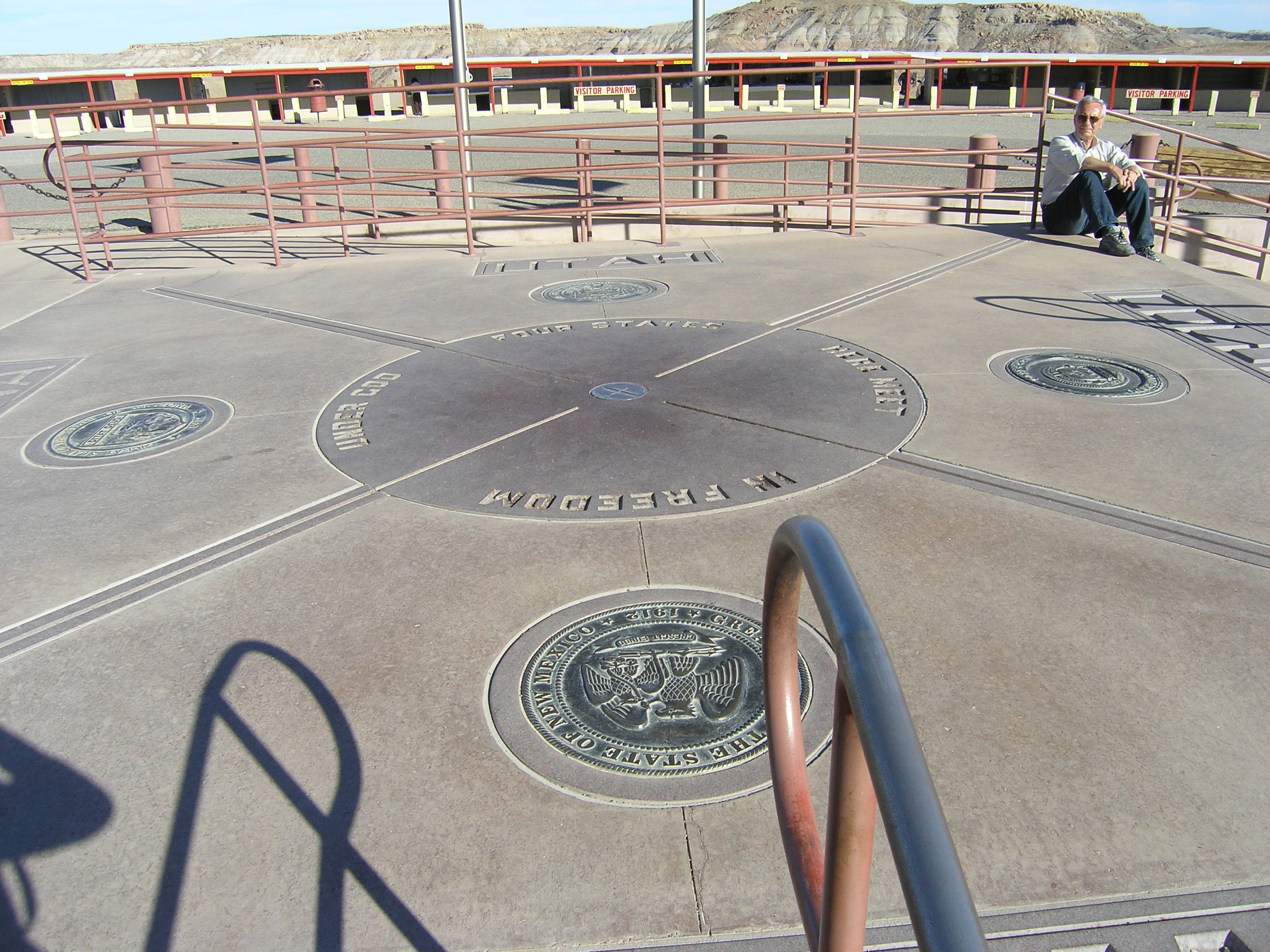
Four Corners, platforma w miejscu zetknięcia się granic czterech stanów

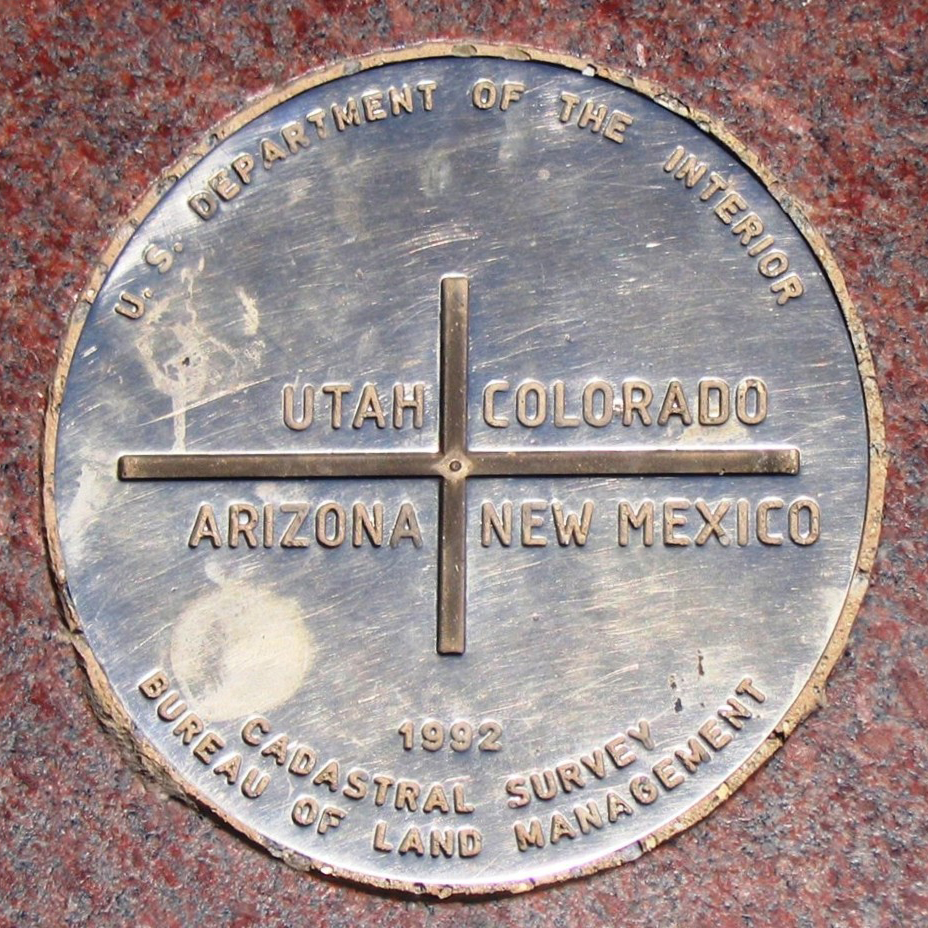
Four Corners, marker umieszczony na środku platformy

Four Corners (pol. cztery rogi) – czwórstyk  w zachodniej części Stanów Zjednoczonych, w którym schodzą się granice stanów (wymieniane są zgodnie z ruchem wskazówek zegara, poczynając od północnego zachodu): Utah, Kolorado (ang. Colorado), Nowy Meksyk (ang. New Mexico) oraz Arizony. Leży na terenie rezerwatu narodu Navaho (Arizona, Nowy Meksyk, Utah) oraz Indian Ute (Kolorado). Jest to jedyne miejsce na terenie USA, gdzie granice czterech stanów łączą się pod kątem prostym.